# メロディックスピードメタル
メロディック・スピード・メタル (Melodic Speed Metal) は、ヘヴィメタルのサブジャンルの一つ。「メロスピ」と略されることもある。
近いジャンル区分にメロディック・パワー・メタル（Melodic Power Metal）があり、こちらは「メロパワ」と略される。両者の間には厳密に区別されるものはない。海外ではこのジャンルに対してはパワーメタルの呼称が一般的である。

## 歴史
単にスピードメタルを形容する場合に用いられるのであって、日本のようにヘヴィメタルのサブジャンルの一つとして認知されているわけではない。
このジャンルに属するミュージシャンとしては、クリス・ソバンスキ、ボムバードらがいる。ジャンルの特徴は、叙情的なメロディ、リズムセクションとリフの疾走感、ギターソロの速弾き、ハイトーンヴォーカルなどがagerareru。ドラムはツー・バスを踏み続けている場合が多い。バンドによってはキーボード（シンセサイザー）やストリングスなども使用する。厳密な違いはないが、より重低音（パワー）を重視するものを「メロディック・パワー・メタル」と呼ぶこともある。
このジャンルにおける始祖的存在はジャーマンメタルバンド、ハロウィンであり、1980年代末期に発売したアルバムKeeper of the Seven Keys Part1, Part2（守護神伝）は日本とヨーロッパで大ヒットした。クラシック音楽からの影響があるという意味で、アクセプトやヴァイパーを源流として挙げる者もいる。また、スタイルとして確立する以前より、クラシカル路線のハードロック/ヘヴィメタル系のバンドにおいて、このスタイルに類するといえる作品は楽曲単位では既に幾つか存在していた。
1990年代に入り、フィンランドのストラトヴァリウスやブラジルのアングラによって、クラシック音楽の要素を導入すること確立された。そこには、イングヴェイ・マルムスティーンの影響も見て取れる。そのため、バンドによってはネオクラシカルメタルやシンフォニックメタルにも属する場合がある。そういった要素の少ないガンマ・レイや、その本家バンドとも言えるハロウィンは、メロスピの元祖ではあるものの、メロスピそのものではないとする向きもある。
イタリア・ドイツ・スウェーデン・フィンランド・ブラジル・日本などにバンドが存在するが、北米（アメリカ）ではメロディックパワーメタルの代表格としてキャメロットが存在するものの、ジャンルとしては総じて人気がなく、バンドの数も少ない。アメリカにおいてドラゴンフォースが売り上げを伸ばしていたが、2012年発売のアルバムが前作比で大幅に売上を落とし、同国内で浸透している気配は無い。21世紀には、このシーンは類似したバンドが溢れている状態にある。
これに分類されるソナタ・アークティカ、ドラゴンフォースは共にメタル界の中堅バンド（メタリカなどの大御所に続くバンドとしての意味）と認識されており、今後のメタル界の中核を担っていくことが期待されている。

## 主なバンド
- 403
- ALDIOUS
- ANCIENT MYTH
- AREA51
- AZRAEL（アズリエル）
- BALFLARE
- Baskerville
- Cross Vein
- Dragon Guardian
- ELENDIRA
- Galneryus
- JUPITER
- KNIGHTS OF ROUND
- LIGHT BRINGER
- LOVEBITES
- MASTERMIND
- Masterpiece
- MinstreliX
- Raphael
- Roman so Words
- SKYWINGS
- TEARS OF TRAGEDY
- Unlucky Morpheus
- VALTHUS
- Versailles
- ヴァレンシー
- LIGHTNING
- 時空海賊SEVEN SEAS
- アセンション（ASCENSION）
- ドラゴンフォース
- パワー・クエスト
- アイアン・セイヴィアー
- アクシス
- アット・ヴァンス
- エヴァーテイル（EVERTALE）
- エドガイ
- ガログラス
- ガンマ・レイ
- クローミング・ローズ
- サイレント・フォース
- サヴェージ・サーカス
- セヴンス・アヴェニュー
- トビアス・サメッツ・アヴァンタジア
- パラドックス
- ハロウィン
- プライマル・フィア
- ブラインド・ガーディアン
- フリーダム・コール
- ヘヴンズ・ゲイト
- マスタープラン
- ラフ・シルク
- ENCELADUS
- Noble Beast
- Shadowstrike
- アーモリー（ARMORY）
- キャメロット
- セラドール
- IMMORTAL GUARDIAN
- RENACER
- ダンジョン
- ブラック・マジェスティ
- セレニティ
- マジック・キングダム
- TRAUMER
- アクアリア
- アルマー
- アングラ
- アンドレ・マトス
- ヴァイパー
- ウィザーズ（WIZARDS）
- シャーマン
- スカイスクレイパー
- テラ・プリマ
- バーニング・イン・ヘル
- ヒブリア
- UNLEASH THE ARCHERS
- フォーゴトゥン・テールズ
- HELLANGELS
- BARQUE OF DANTE
- Frozen Cross (冰封十字)
- IRONBLADE
- DESTINY
- イーグルハート（EAGLEHEART）
- シンフォニティー
- 7 THORNS
- マンティコラ
- ワザリング・ハイツ
- ALQUIMIA de Alberto Rionda
- Krait
- RAVEN'S GATE
- SYLVANIA
- WARCRY
- ZENOBIA
- オペラ・マグナ（OPERA MAGNA）
- ダーク・ムーア
- デリリオン
- ドリーメーカー（DREAMAKER）
- DUNEDAIN
- ウォーメン（WARMEN）
- カーディアント
- ケインズ・オファリング
- サンダーストーン
- シタデル
- シンフォニア
- ストラトヴァリウス
- セレスティ
- ソナタ・アークティカ
- ドリームテイル
- トワイライトニング
- レヴォリューション・ルネッサンス
- レクイエム
- フェアリーランド
- ヘヴンリー
- マニガンス
- CROSSWIND
- ウォードラム
- ファイアーウインド
- ウィズダム（WISDOM）
- アルテミス
- ヴィジョン・ディヴァイン
- エインシェント・バーズ
- カレドン
- コンセプト
- シークレット・スフィア（SECRET SPHERE）
- シドニア
- スカイラーク
- ダーディアン
- ハイロード
- フローズン・クラウン（FROZEN CROWN）
- マスターキャッスル
- ラビリンス
- ラプソディー・オブ・ファイア
- パンデモニウム
- EREHWON
- フーガッタ
- ガーディアンズ・オブ・タイム
- AEVUM
- ARAGORN
- ノーチラス
- クリスタル・ヴァイパー
- パスファインダー
- オラトリー
- ANIMANICK
- セラフィム
- EPIDEMIA
- HAMMERFORCE
- SUNRISE
- アクセンスター
- インサニア・ストックホルム
- スプリーム・マジェスティ
- ゾナタ
- タイムレス・ミラクル
- ディヴァイン・ファイア
- ディオニソス
- ドラゴンランド
- ドリーム・イーヴル
- トワイライト・フォース
- ナイトスケープ
- ノクターナル・ライツ
- パースエーダー（PERSUADER）
- ハンマーフォール
- ファルコナー
- フルフォース
- レイン・エクシード
- ロイヤル・ジェスター
- ロスト・ホライズン
- コンクエスト